# 多年生花旗杆
多年生花旗杆（学名：Dontostemon perennis），为十字花科花旗杆属下的一个植物种。